# Балка на двох опорах

Епюри поперечних сил та згинальних моментів, а також, лінія прогинів балки на двох опорах, навантаженої посередині зосередженою силою P

Ба́лка на двох опо́рах (англ. simple beam) — балка, яка утримується в статичному положенні за допомогою двох шарнірних опор, одна з яких є шарнірно-рухомою а друга — шарнірно-нерухомою.
Така балка в будівельній механіці належить до однопрогінних систем і є статично визначуваною.

## Види розрахунків
Розрахунок балок на двох опорах, зазвичай, зводиться до вирішення однієї з таких задач:
- перевіряння балок на міцність або механічну жорсткість;
- проведення підбору розмірів поперечного перерізу балки;
- визначення вантажопідйомності балки.

Розрахунок виконується у такій послідовності:
1. З умов рівноваги визначаються реакції в опорах.
2. Будуються епюри внутрішніх поперечних сил та згинальних моментів.
3. Визначається небезпечний переріз балки.
4. Проводиться її остаточний розрахунок у небезпечному перерізі.

## Використання
У сучасних спорудах використовуються, зазвичай, сталеві, залізобетонні або дерев'яні балки на двох опорах. Одним з найпоширеніших типів поперечного перерізу сталевої балки є двотавровий профіль. Двотаврові балки на двох опорах використовують при зведенні каркасів будівель і мостів. Також застосовують таврові балки, швелери, балки з порожнистим профілем (зокрема, труби), балки з кутовим профілем перетину.